# Coventry Patmore

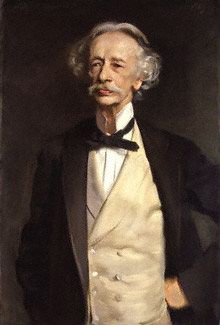
Portret Coventry'ego Patmore, namalowany przez Johna Singera Sargenta

Coventry Kersey Dighton Patmore (ur. 23 lipca 1823, zm. 26 listopada 1896) – angielski poeta i eseista.
Był związany z prerafaelitami, grupą angielskich artystów, którzy głosili program sztuki odrodzonej moralnie, inspirowanej przyrodą i przeżyciami religijnymi. Był autorem poematu The Angel in the House (cz. 1-4 1854-62), opiewającego uroki codzienności i życia małżeńskiego oraz liryków zebranych w tomie The Unknow Eros (1877). Patmore pisał często wierszem nieregularnym. Polski przekład jego wybranych utworów ukazał się utworów w antologii Poeci języka angielskiego (tom 2) z 1971 roku.